# جزيرة قولانغيو
قولانغيو هي جزيرة قبالة ساحل مدينة شيامن (المعروف تأريخيا باسم أموي)، مقاطعة فوجيان في جنوب الصين، تشغل مساحة (2 كيلو متر مربع) (0.77 ميل مربع). فهي موطن لحوالي 20،000 شخص ومقصد سياحي محلي. المركبات الوحيدة المسموح بها هي العربات الكهربائية الصغيرة ومركبات الخدمة الحكومية الكهربائية.يمكن للزوار الوصول إليها عن طريق العبارة من جزيرة أموي. ويسمح للسكان المحليين لاستخدام أقصر عبارة لمدة خمس دقائق من / إلى محطة هيبنك للعبارات. يجب على السياح والمواطنين غير المحليين الآن ركوب العبارة لمدة 20 دقيقة من دونغو إلى المحطة الدولية، اعتبارا من 20 أكتوبر 2014 زادت ألاجرة من 8RMB إلى 35RMB. وهذا للحد من أعداد السياح الذاهبين إلى الجزيرة في محاولة للحفاظ عليها. جزيرة قولانغيو تشتهر بشواطئها والممرات المتعرجة والهندسة المعمارية المتنوعة. الجزيرة في قائمة الصين من المواقع السياحية الوطنية وترتيبها في الجزء العلوي من قائمة المناطق العشر الأكثر الخلابة في المحافظة أيضا. إداريا، تشكل جزيرة قولانغيو في الوقت الحاضر منطقة ثانوية من منطقة سيمينج أموي.

## معرض صور

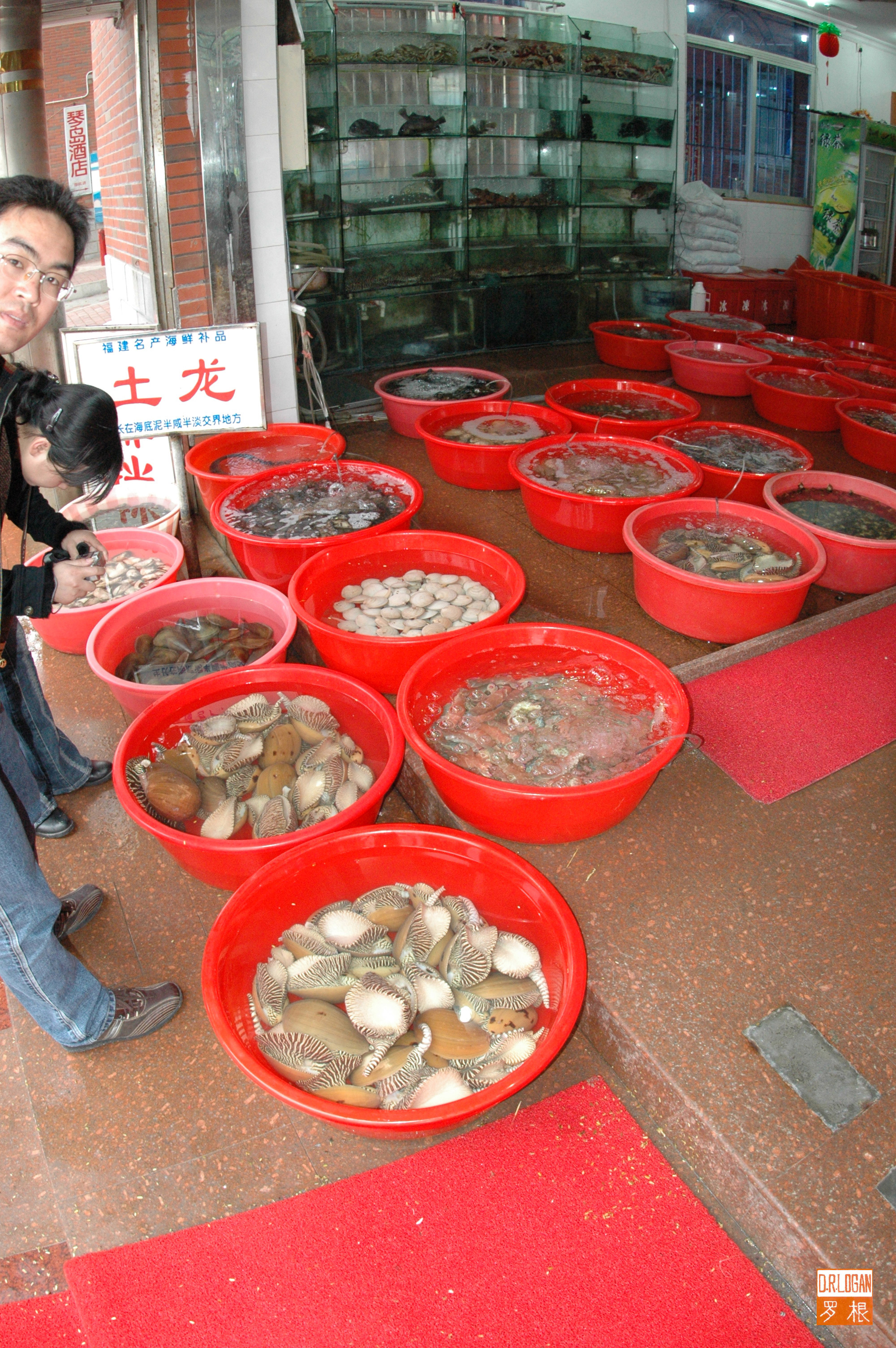
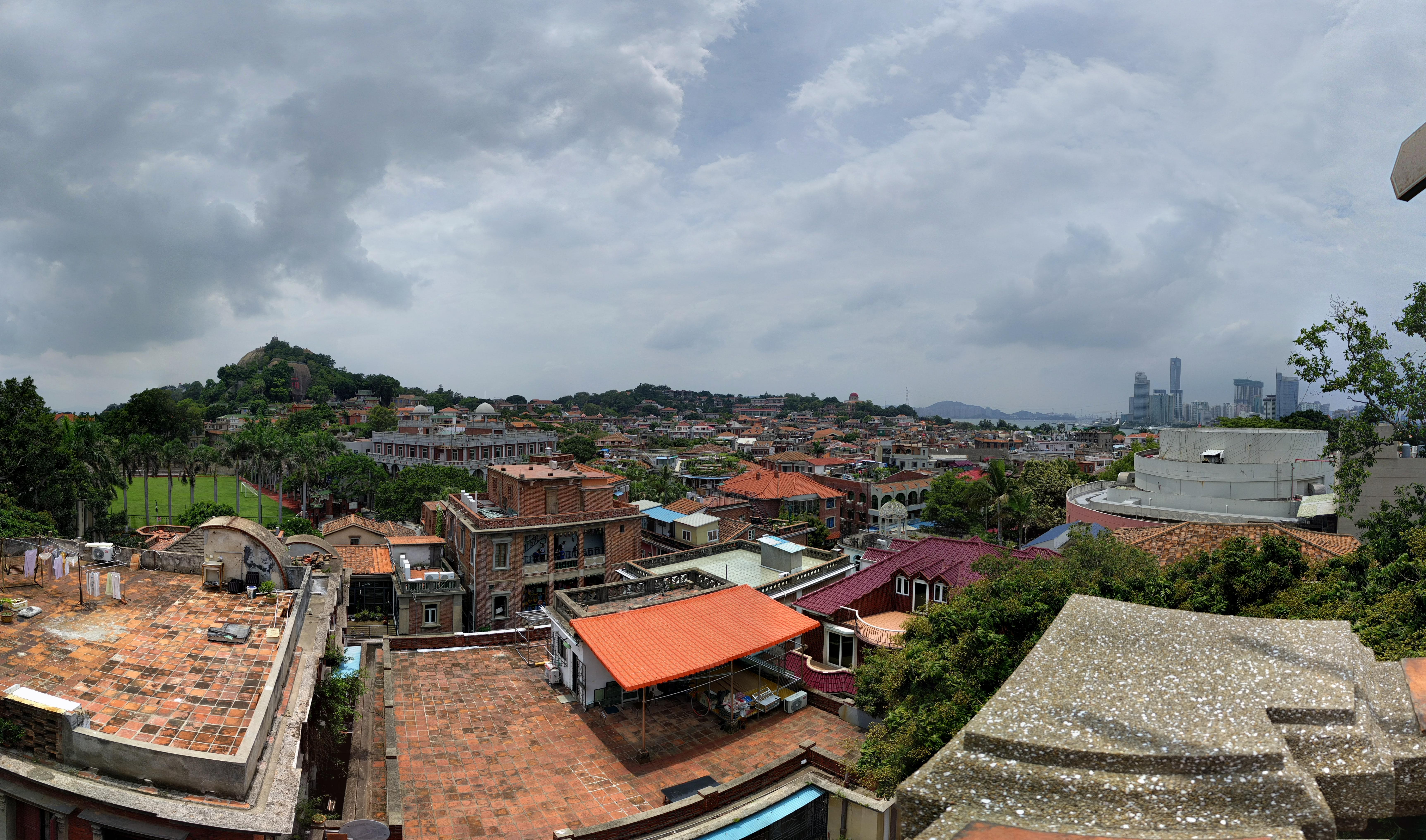
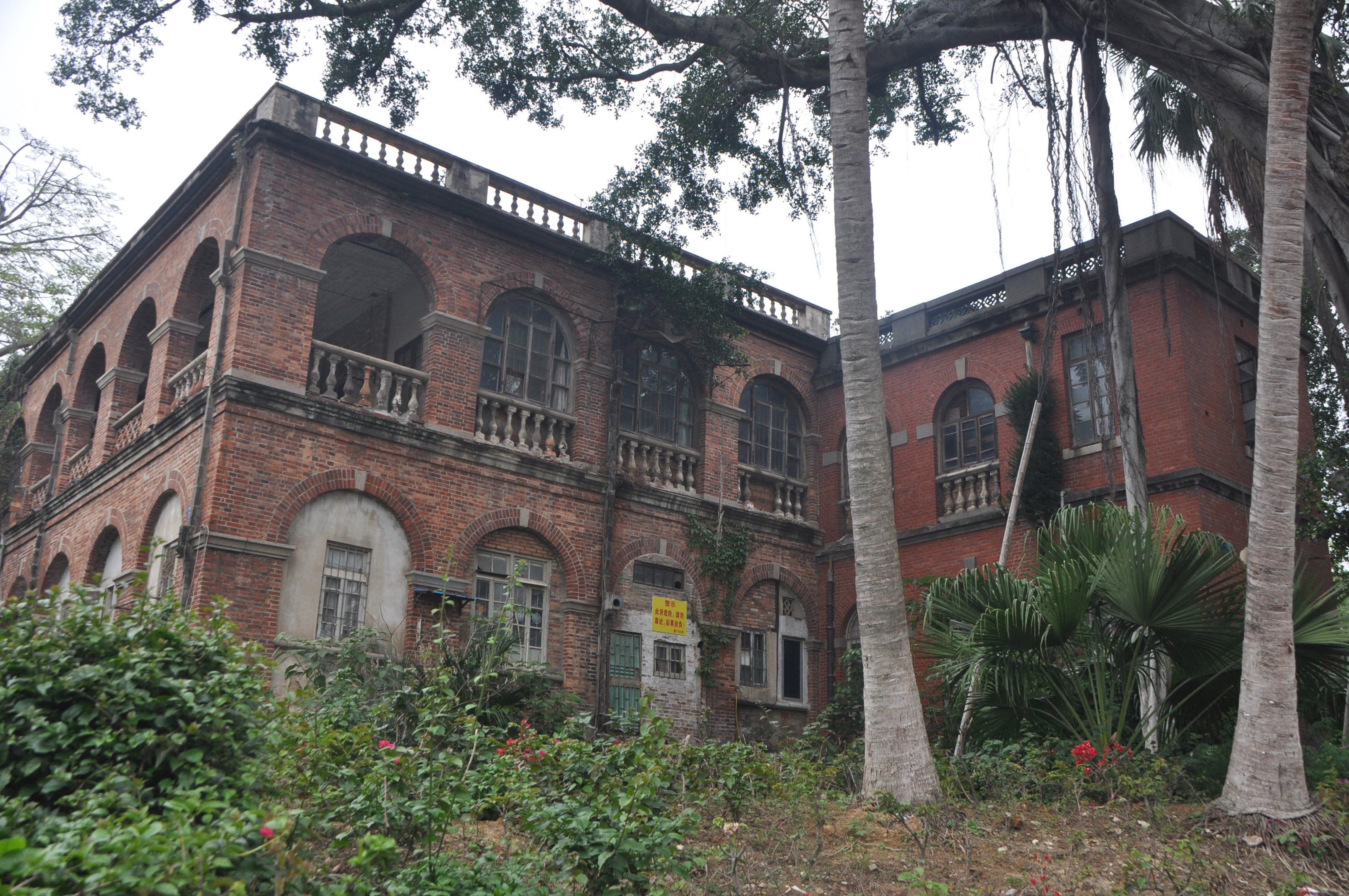
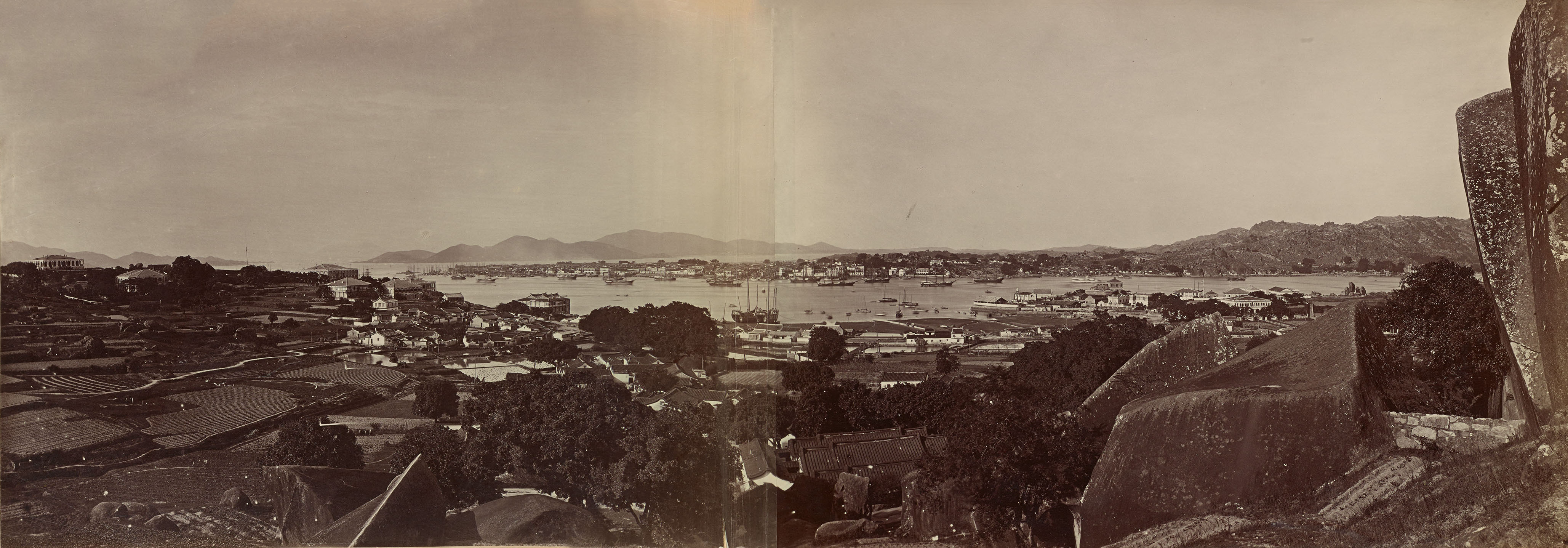

## انظر ايضاً
- قائمة مواقع التراث العالمي في الصين